# Mattia Zappa
Mattia Zappa (* 2. Mai 1973 in Locarno) ist ein Schweizer Cellist.

## Leben
Zappa  war Schüler von Taisuke Yamashita am Konservatorium von Lugano. Er setzte seine Ausbildung in der Solistenklasse von Harvey Shapiro an der Juilliard School fort und absolvierte 1988 an der Musikakademie Basel sein Solistendiplom bei Thomas Demenga. Ein Masterdiplom für Sonaten-Repertoire erhielt er an der Accademia Pianistica in Imola unter der Leitung von Pier Narciso Masi. Für seine Interpretation der Rokoko-Variationen von Tschaikowski erhielt er den Europäischen Musikförderpreis.
Als Solist trat Zappa u. a. mit dem Orchestra della Svizzera Italiana, dem Basler Symphonieorchester, den Festival Strings Lucerne, dem Akademischen Orchester Zürich, der Schweizer Kammerphilharmonie, dem Orchestre de Chambre de Genève und dem Johannesburg Philharmonic Orchestra auf. Seit September 2000 ist er Mitglied des Tonhalle-Orchesters in Zürich; 2007 spielte er auch als Aushilfe bei den Berliner Philharmonikern. Seit 2012 ist er Dozent für Violoncello und Kammermusik an der Musikhochschule in Lugano. Er ist Preisträger verschiedener internationaler Kammermusikwettbewerbe (u. a. Premio Vittorio Gui in Florenz) und spielte CD-Aufnahmen mit Werken von Bohuslav Martinů, Jean Sibelius, Edvard Grieg und anderen ein.
An der Juilliard School lernte er 1994 den italienischen Pianisten Massimiliano Mainolfi kennen, der seither sein regelmäßiger Duopartner ist. Beide debütierten 2001 in der Carnegie Hall und 2003 im Kammermusiksaal der Berliner Philharmoniker und traten in bedeutenden Musikzentren Europas, Südafrikas und der Vereinigten Staaten auf. Weiterhin ist Zappa Mitglied des lucerne string trio und des Chamber Jazz Duo mit dem Zürcher Jazz-Pianisten Ivaylo Kovachev. Mit  Rino Rossi, seinem Vater Marco und seiner Schwester Daria Zappa bildet er die Gruppe Marco Zappa Family.